# Фокер C.V
Фокер C.V је извиђачки авион направљен у Холандији. Авион је први пут полетео 1924. године. Захваљујући својим изванредним летним карактеристикама, квалитету израде и модуларном систему градње, авион се у току коришћења претворио у вишенаменски авион покривајући следеће области: блиско извиђање, даљинско извиђање великог долета, извиђач-бомбардер, лаки бомбардер, јуришни бомбардер, двоседи ловац и хидроавион. Када је приказан јавности 1924. нуђен је у разним верзијама; купац је могао да бира између пет различитих конструкција крила (са различитим размахом крила). Могли су се бирати радијални или линијски мотори у распону снага између 336–723 kW (451–970 KS). Стајни трап се могао мењати са точкова на скије или пловке.

## Пројектовање и развој
Мада се идеја о вишенаменским авионима јавила у току Првог светског рата, она није тада могла да заживи јер је рат захтевао велике продукције авиона одређене намене. После рата распадом великих царстава настале су многе мале државице које из свог буђета нису могле да издвајају средства за набавку специјализованих авиона него су захтевале авионе који могу послужити за разне потребе. Фокер је направио један такав авион који је могао да покрије разна подручја био је то Фокер C.V, кога је пројектовао Рајнхолд Плац, испао је то први успешни вишенаменски авион. Ознаку (C - извиђач) је понео из немачког система означавања авиона, пошто је пројект био заснован на извиђачком авиону Фокер C.I и C.IV који су пројектовани на основу најуспешнијег ловца у Великом рату Фокер D.VII. Први лет прототипа обављен је у мају 1924. године. Између 1924. и 1926. године створено је 90 варијанти овог авиона.

## Технички опис
Труп му је правоугаоног попречног пресека, бокови трупа и под су равни а поклопац трупа закривљен. Носећа конструкција трупа је направљена од заварених челичних цеви високе чврстоће. Дијагонале за учвршћење рамова су од челичних цеви у пределу од мотора до иза другог кокпита, у наставку према репу дијагонале су жичане. Прамац трупа у пределу мотора до кабине пилота је овалан и обложен алуминијумским лимом. Шперплочом је обложена горња страна трупа све до репа авиона. Изван лимене облоге, цео труп је обложен импрегнираним платном, укључујући и делове трупа обложене шперплочом. Пилот је седео у отвореном кокпиту. Прегледност из пилотске кабине је била добра јер се хладњак налазио испред или испод мотора. Фиксни митраљез је био у хаптичком пољу пилота, тако да је могао интервенисати кад дође до његовог застоја у раду. У другом кокпиту у коме се налази осматрач налази се на обртном постољу један митраљез за заштиту задње сфере авиона.
Погонску групу овог авиона чине мотор и дрвена двокрака елиса фиксног корака. Избор мотора који су се уграђивали у овај авион је следећи:
| - Hispano-Suiza 12N - Napier Lion - Lorraine-Dietrich 400/450 - Rolls-Royce Kestrel - BMW Va - Bristol Jupiter | - Bristol Pegasus - Pratt & Whitney Hornet - Pratt & Whitney Wasp - Armstrong Siddeley Jaguar - Gnome-Rhone 9K Mistral - Gnome-Rhone 14K Major |

Авион Фокер  је двокрилац. Горње крило му је једноделно трапезног облика, са полукружним завршетком и средње дебљине. Конструкција крила је дрвена са две рамењаче. Предња рамењача са нападном ивицом крила чини торзиону кутију. Крила су пресвучена импрегнираним платном. На средини је крило најдебље а према крајевима та дебљина се смањује. Горње крило је балдахином повезано са трупом авиона. Предња рамењача се са шест подупирача ослања на труп (по три са сваке стране трупа) а задња рамењача се са два подупирача ослања на труп (по један са сваке стране). На крајевима, крила су међусобно повезана упорницама у облику латиничног слава N. Подупирачи и упорнице су направљени од челичних цеви. Крила између себе немају затезаче од челичних жица које у лету стварају велики аеродинамички отпор. Елерони се налазе само на горњем крилу и заузимају више од 1/3 размаха крила. Конструкција је цевасти челични оквир и челичне цеви као ребра, облога је од платна. Управљање елеронима је помоћу сајли за управљање. Доње крило је исте конструкције као и горње, али има мањи размах и ширину (сескуиплан). Доња крила су конзолно везана за труп авиона. Горње крило је било померено ка кљуну авиона у односу на доње. Димензије размаха крила која су се уграђивала на ове авиона су износиле: 12,03m; 12,50m; 13,33m; 14,63m и 15,30m.
Сва три стабилизатора (вертикални и два хоризонтална) су троугластог облика направљени од челичних цеви, обложени платном и причвршћени за горњу страницу трупа. Кормило правца са великом компезационом површином је направљено од челичних цеви и обложено платном. Кормила дубине су направљена од метала и такође обложена платном. Троугласти реп (хоризонтални стабилизатори) су ослоњени цевастим челичним подупирачима са сваке стране на доњу страницу трупа.
Стајни трап је био класичан, направљен као челична конструкција од заварених танкозидих цеви са фиксном осовином. Амортизација је била помоћу гумених каишева а на репном делу се налазила еластична дрвена дрљача.

## Верзије
- C.V-A - извиђачки авион.
- C.V-B - извиђачки авион (направљено 18 ком).
- C.V-C - јуришни авион, корисници: Холандија 6, Боливија 5.
- C.V-D - извиђач-бомбардер, корисници: Финска 2, Данска 49, Мађарска 68, Холандија 119, Норвешка 119, Шведска 2, Швајцарска 3, Немачка 15.
- C.V-E - лаки бомбардер, корисници: Финска 17, Данска 31, Мађарска 68, Холандија 18, Х. Источна Индија 20, Немачка 15, Норвешка 46, Шведска 51, Швајцарска 61.
- C.V-W - Хидроавион са пловцима (направљен 1 ком) (W ознака за хидроавион).
- C.VI - извиђачки авион са мотором Hispano-Suiza, 33 конвертована C.V-D авиона.
- C.IX - извиђачка варијанта авиона C.V-E са мотором Hispano-Suiza 12N; 5 за Холандију а 1 за Швајцарску.

### Производња по Фокеровој лиценци
- IMAM Ro.1 and Ro.1-bis - Италијанска лиценцна производња фокеровог лаког бомбардера; (произведено 349 ком).
- Manfred Weiss WM-9 Budapest - Лиценцна производња Fokker C.V-E у Мађарској.
- Manfred Weiss WM-11 Budapest - Лиценцна производња Fokker C.V-D у Мађарској.
- Manfred Weiss WM-14 Budapest - Лиценцна производња Fokker C.V-D у Мађарској.
- Manfred Weiss WM-16 Budapest - WM-16A са мотором Gnome-Rhône 9K Mistral 410 kW (550 KS), 9 kom; - WM-16B са мотором Gnome-Rhône 14K Mistral Major 641,3 kW (860 KS), 9 kom.
- Manfred Weiss WM-21 Sólyom - развијен из WM-16, - WM-16A са мотором Gnome-Rhône 9K Mistral 410 kW (550 KS), 9 ком; - WM-16B са мотором Gnome-Rhône 14K Mistral Major 641,3 kW (860 KS), 9 built

## Оперативно коришћење
Укупно је произведено 955 свих модела авиона Фокер C.V. Авион се производио у периоду од 1924. године до 1939. У експлоатацији се у земљама обухваћене ратом налазио до 1945. године а у Швајцарској се користио до 1954. године. Авион је продат и 16 земаља и учествовао је у свим Италијанским колонијалним ратовима (Етиопија, Либија, Сомалија) и у Другом светском рату у Холандији, Данској и Норвешкој.

## Земље које су користиле авион
| - Боливија - Република Кина - Данска - Финска - Нацистичка Немачка - Краљевина Италија - Краљевина Мађарска - Јапан | - Естонија - Никарагва - Холандија - Норвешка - Совјетски Савез - Шведска - Швајцарска - Сједињене Државе |